# Aphrodisium semignitum
Aphrodisium semignitum là một loài bọ cánh cứng trong họ Cerambycidae.